# Associação Académica do Mindelo
L'Associação Académica do Mindelo és un club de futbol capverdià de la ciutat de Mindelo a l'illa de São Vicente.

## Palmarès
- Lliga capverdiana de futbol[3]
  - Després de la independència: 1989, 2022
  - Abans de la independència: 1953, 1964, 1967

- Lliga de São Vicente de futbol[4]
  - 1948, 1953, 1963, 1964, 1967, 1972, 1986–87, 1994–95, 2003–04, 2006–07

- Torneig d'Obertura de São Vicente de futbol
  - 2001-02, 2006-07

- Copa capverdiana de futbol:[5]
  - 2023

## Jugadors destacats
- Carlos Alhinho (1963-65)